# رنچو وجو (تگزاس)
رنچو ویهو، تگزاس (به انگلیسی: Rancho Viejo, Texas) شهری در ایالت تگزاس از ایالات جنوبی ایالات متحده آمریکا است. در سرشماری سال ۲۰۰۰، جمعیت این شهر ۱۷۵۴ نفر اعلام شد.